# Llanengan
Llanengan är en community i Storbritannien.   Den ligger i kommunen Gwynedd och riksdelen Wales, i den sydvästra delen av landet, 300 km väster om huvudstaden London.